# Ulma
Ulma (ukr. Ілем, Iłem) – wieś w Rumunii, w okręgu Suczawa, w gminie Ulma. W 2011 roku liczyła 345 mieszkańców. 